# Erminia Ferrari
Erminia Ferrari (Taormina, 4 novembre 1931) è un'ex modella, costumista e scenografa italiana.

## Biografia

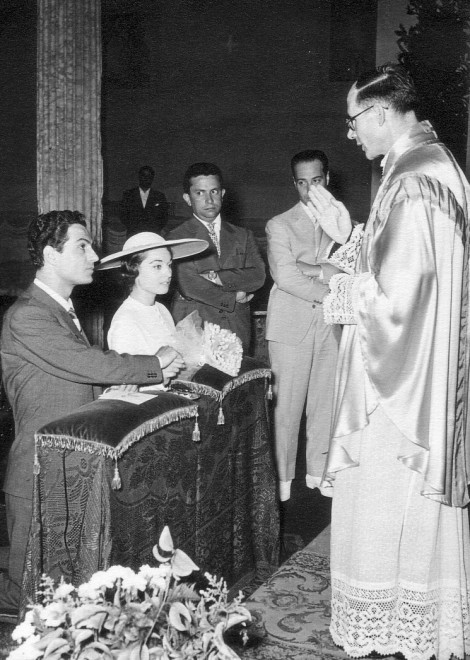
Erminia Ferrari e Nino Manfredi il giorno del matrimonio

Figlia di un direttore d'albergo che lavorava nelle allora colonie italiane d'Africa, ha vissuto con la famiglia in Libia e in Etiopia.
Nel 1950, si trasferì a Roma dove trovò lavoro come indossatrice per diverse sartorie romane e, infine, nell'atelier di Roberto Capucci.
Il 14 luglio 1955 si sposò con l'attore Nino Manfredi (al quale rimase legata fino alla morte di quest'ultimo, il 4 giugno 2004).
Dopo la nascita dei tre figli, la Ferrari ha lavorato nel mondo dello spettacolo, accanto al marito, sia come costumista che come scenografa.
Dall'aprile 2006  sostenne la raccolta di fondi per l'associazione onlus Viva la Vita, della quale è presidente onoraria, che si occupa dei malati di sclerosi laterale amiotrofica, ma già durante la degenza ospedaliera del marito, colpito da ictus, manifestò la sua sensibilità verso le persone affette da malattie invalidanti parlandone nella trasmissione televisiva Report.